# 胡利安·阿尔瓦雷斯
胡利安·阿尔瓦雷斯（西班牙語：Julián Álvarez，發音：[xuˈljan ˈalβaɾes]；2000年1月31日—）， 绰号蜘蛛（西班牙語：La Araña），阿根廷足球運動員，目前效力西甲俱樂部馬德里體育會，阿根廷國家足球隊成員，司職前鋒。

## 俱樂部生涯
阿爾瓦雷斯2000年1月31日出生於阿根廷的卡爾欽，曾在卡爾欽競技以及獨立隊接受過足球培訓，也曾在皇家馬德里、博卡青年以及阿根廷青年參加過試訓。阿爾瓦雷斯在2015年冬天加入了河床青訓營，他在18/19賽季進入了一線隊，于2022年以2141万英磅转投曼城，随即租回河床。
2022年5月25日，河床在南美解放者杯小组赛中8-1大胜秘鲁利马联盟，阿尔瓦雷斯独中六元，成为解放者杯历史上第二位单场比赛打进6球的球员。

### 曼城
2022年1月31日，也就是他的 22 歲生日，阿爾瓦雷斯被證實與英超俱樂部曼城簽訂了一份為期五年半的合約，但這名球員將在河床租借至7月。
2022年8月31日，阿爾瓦雷斯在阿提哈德球場對陣諾丁漢森林的比賽中打進了他在英超的首個進球，並完成了梅開二度。

### 马德里竞技
2024年8月12日，马德里竞技官方从曼彻斯特城签下阿尔瓦雷斯，以9500万欧元总价转会，据悉签下了一份5年合同。2025年7月，由於安赫爾·科雷亞離隊，他接手其留下的10號球衣。

## 國家隊生涯
2022年3月29日，阿爾瓦雷斯在對陣厄瓜多的2022年世界盃外圍賽中踢進在阿根廷國家足球隊的首球。
2022年世界盃，阿爾瓦雷斯入選阿根廷國家隊。小组赛最后一轮对阵波兰，阿尔瓦雷斯破门打入世界杯首球，帮助球队2-0击败对手，以小组头名出线。1/8决赛对阵澳大利亚，阿尔瓦雷斯抓住马修·瑞恩的失误为球队打入扩大比分的进球。半决赛对阵克罗地亚，阿尔瓦雷斯以一个精彩的一条龙攻破利瓦科维奇镇守的球门，随后接梅西助攻破门上演梅开二度。最终，他隨隊獲得世界盃冠軍。
2024年6月，阿爾瓦雷斯入選阿根廷參加2024年美洲國家盃26人名單。

## 榮譽

### 球會
河床
- 阿根廷足球甲级联赛冠軍：2021
- 南美自由杯冠軍：2018
- 南美優勝者杯冠軍：2019
- 阿根廷杯冠軍：2018-19
- 阿根廷超级杯冠軍：2019

 曼城
- 英格兰足球超级联赛冠軍：2022–23[7]、2023–24
- 英格蘭足總盃冠軍：2022–23
- 歐洲聯賽冠軍盃冠軍：2022–23
- 歐洲超級盃冠軍：2023[8]
- 世界冠軍球會盃冠軍：2023[9]

### 國家隊
阿根廷
- 美洲國家盃冠軍：2021[10]、2024
- 歐美超級杯冠軍：2022
- 世界盃冠軍：2022

### 個人
- 南美足球先生：2021
- 南美青年足球錦標賽最佳陣容：2019
- 南美年度最佳陣容：2021、2022
- 阿根廷足球甲級聯賽最佳射手：2021

## 外部連結
- Soccerway資料庫：胡利安·阿尔瓦雷斯
- 胡利安·阿尔瓦雷斯的Instagram帳戶
- 胡利安·阿尔瓦雷斯的新浪微博